# Marc Lods
Marc Lods (Paris, 1908 - Paris, 1988) est un pasteur luthérien et professeur d'histoire patristique et d'histoire de l'Église ancienne à la Faculté de théologie protestante de Paris.

## Biographie
Marc Lods est né à Paris le 25 janvier 1908 dans une famille pastorale. Son père, Adolphe Lods, est professeur d’hébreu à l’École pratique des hautes études. Marc Lods suit d’abord une formation  d’historien, obtenant une licence puis un diplôme d’études supérieures d’histoire-géographie à l’Université de Paris. Puis il entre à la Faculté de théologie protestante de Paris, où il obtient un doctorat et devient un spécialiste reconnu de la patristique. Il se lance ensuite dans la carrière pastorale au sein de l'Église évangélique luthérienne de France, d’abord à Valentigney de 1933 à 1945, puis à Bourg-la-Reine de 1945 jusqu’à sa retraite. Il est en réalité absent de sa paroisse pendant la guerre, où il est mobilisé, fait prisonnier, s’évade et se réfugie en zone libre. Dès la réouverture de la Faculté après la guerre, il y enseigne la patristique et l’histoire de l’Eglise ancienne en parallèle de son ministère pastoral. Il est doyen de la Faculté de 1958 jusqu’à la limite d’âge en 1973, mais continue à enseigner au-delà pendant plus de dix ans.
Père de trois enfants, dont un devient à son tour pasteur, il meurt le 13 novembre 1988.

## Influence
Marc Lods a voulu faire reconnaître l'importance et l'utilité de la patristique dans les milieux protestants, et y a largement réussi. Après lui, France Quéré a illustré l’approche protestante des Pères de l’Eglise. Parmi ses élèves, on compte le théologien luthérien, philologue et orientaliste français Jacques-Noël Pérès.

## Œuvres

### Mémoires
- Les Éléments juifs dans la polémique de Celse contre les chrétiens, thèse de baccalauréat en théologie, Paris, 1932
- L'Apocalypse johannique dans la vie de l'Eglise jusqu'à Augustin, thèse de licence en théologie, Paris, 1947
- Confesseurs et martyrs successeurs des prophètes dans l'Eglise des trois premiers siècles, thèse de doctorat en théologie, Paris, 1957

### Livres
- Confesseurs et martyrs : successeurs des prophètes dans l'Eglise des trois premiers siècles, Éditeur: Delachaux et Niestlé, : Neuchâtel, 1958  Collections : Cahiers théologiques
- Précis d'histoire de la théologie chrétienne du IIe au début du IVe siècle, Éditeur: Delachaux et Niestlé, : Neuchâtel, 1966  Collection : Bibliothèque théologique
- Le ministère d'unité, préface de Jean Roche, Éditeur Beauchesne, Paris, 1976    Collections : Le Point théologique
- Protestantisme et tradition de l'Eglise ; édité par J.-N. Pérès et J.-D. Dubois, Éditeur : Ed. du Cerf, Paris, 1988, Collections : Patrimoines : Christianisme

### Articles
Il est l’auteur de nombreux articles, notamment dans la revue Positions luthériennes (plus de vingt articles) dont il est l’un des fondateurs en 1953 et dont il devient membre du comité directeur.

## Sources
- Article « In memoriam, Doyen Marc Lods (1908-1988) », auteur : J.-N. Pérès, Source : Positions luthériennes, année 1989, vol. 36, no 1, p. 3–6
- Article : Marc Lods (1908-1988), auteur : J.-N. Pérès, Source : Positions luthériennes, année 2000, vol. 48, no 1, p. 39–48
- Protestantisme et tradition de l'Eglise ; édité par J.-N. Pérès et J.-D. Dubois, Éditeur : Ed. du Cerf, Paris, 1988, Collections : Patrimoines : Christianisme, bibliographie de Marc Lods, pages 333-340.